# 前田タクヤ

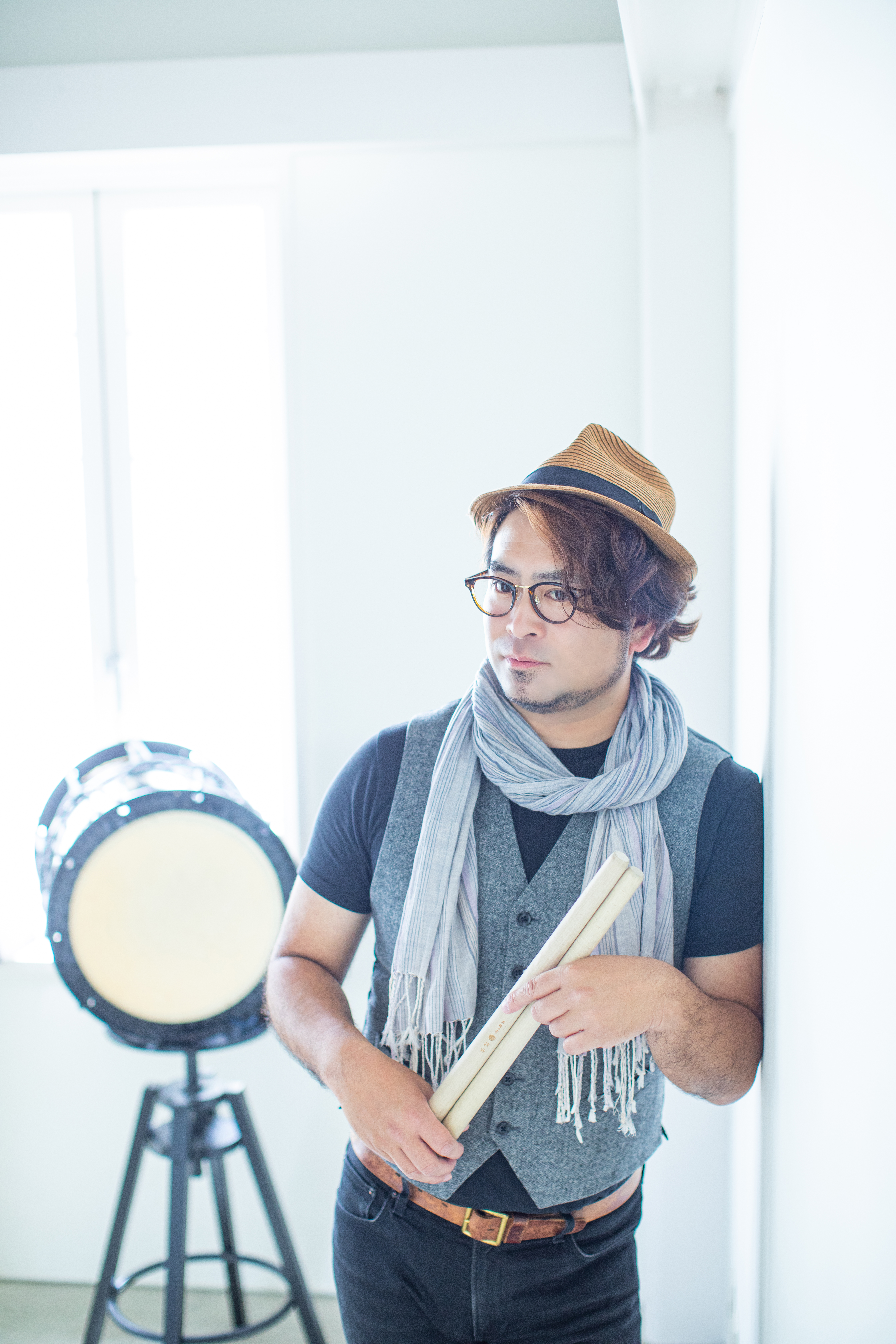

前田 タクヤ（まえだ たくや、1975年6月6日 - ）は、日本のミュージシャン。和太鼓奏者、マルチプレイヤー、作曲家。山梨県笛吹市（旧御坂町）生まれ。音楽ユニット「風カヲル時（ピアノ：大嶽香子、尺八：岩間龍山、ベース林由恭）」のメンバーで作曲、ヴォーカル、三線、和太鼓、ドラム担当。和太鼓天野流師範。ロックバンドレミオロメンのベーシスト前田啓介は実弟。妻は作曲家でピアニストの大嶽香子。子供の頃から大のアウトドア好きで現在はキャンピングカーで旅することが趣味。「やまなし大使」。「笛吹市観光大使」

## 来歴・人物
幼少の頃より音楽に心を奪われ、現在では和太鼓をベースに、多彩なジャンル・楽器をこなす。1995年から和太鼓奏者の天野宣に師事、『天野宣&阿羅漢』のメンバーとして本格的な音楽修業を開始。この間、天野宣より多大なる教えを受け、音楽家としての人生哲学を学ぶ。
2002年に『天野宣&阿羅漢』を脱退。以降自身のライブ活動の他、レミオロメン、ナチュラル ハイ、ナオト・インティライミ、川島なお美などのレコーディングやサポートミュージシャンを経て、以前は自身の企画した音楽ユニット『風カヲル時』のみに演奏の場所を限定していたが、2015年より和太鼓の師である天野宣の逝去を受け13年ぶりに流派に復帰。和太鼓界の大流派である『全国和太鼓天野流』（宗家家元　天野宣）の最高位、師範に就任した。
また作曲家・音楽監督としても幅広く活動し、風カヲル時の他、観光施設の音楽プロデュースや地方自治体、学校教育機関等にも楽曲を提供。
2013年より山梨県で毎年4月に開催される、日本最大の武者行列『信玄公祭り』の総合音楽の作曲、そして総合音楽制作を担当し、さらに作品の幅を広げている。また『前田タクヤ太鼓音楽道場』を主宰する。
2018年より、「やまなし大使」に就任する。
2019年　岡谷太鼓まつり　世界和太鼓打ち比べコンテストにて作曲指導監督を務めるグループ山梨県立笛吹高等学校　すいれき太鼓部が
最優秀賞で文部科学大臣賞を受賞し日本一の栄冠に輝く。
2020年より、山梨県笛吹市の「観光大使」を委嘱される。同年youtubeにて「前田タクヤTV!【俺に何ができるかな】」を開設。
2021年『東京２０２０パラリンピック聖火 出立式』（山梨県）において聖火出立式公式ソングの依頼を受け制作（風カヲル時）。
2022年より地元山梨県笛吹市より制作依頼を受け制作した『笛吹市応援ソング　君に届け』が山梨県笛吹市の防災無線夕方のチャイム（夏季17時 冬季16時30分）また笛吹市市役所代表電話保留音に採用される。

## ディスコグラフィー
- 天野宣&阿羅漢『zipangu』
- 天野宣&阿羅漢『renaisance』
- 天野宣&阿羅漢『ゆらぎ』
- Baobabu Dr：波田野哲也、和太鼓：前田タクヤ『Baobabu』
- 風カヲル時 『風カヲル時 壱』
- 風カヲル時 2ndアルバム『エニシ』
- レミオロメンデビュー10周年記念限定アルバム 『10th Anniversary Special CD BOX』
- ナオト・インティライミ 『イタレリツクセリ』
- 川島なお美 『偶然の後で』CDS:SRCL-7075
- うんこさん主題歌 『うんとこサンバ』

## 風カヲル時名義

### youtube
- 前田タクヤTV!【俺に何ができるかな】

### ラジオ
- 山梨放送「YBSラジオ ラララ♪モーニング」第4月曜日レギュラー出演（2018年より不定期出演）。

- NHK津放送局「みえDE川柳」オープニングテーマ曲制作
- FM甲府「フリーダム！」内コーナー【前田タクヤのオカルト陰謀トーク】（第3金曜日担当）

### 映画
- ナイトピープル　出演佐藤江梨子 /北村一輝/ 杉本哲太/ 若林真由美 /三元雅芸ほか（脚本:港岳彦、監督:門井肇）

### テレビ
- 山梨放送
  - 『子育て日記』〜山梨の子育てをより豊かに〜　（レギュラー出演、コメンテーター）
  - 『山梨ライブ　ててて!TV』レギュラー出演　水曜マンスリーコメンテーター&「前田タクヤの音と遊ぼう！」
  - 『ててて!TV』エンディングテーマ曲「虹を待つ君へ」作曲・制作
  - 『ててて!TV』変顔じゃんけん作曲・制作
- NHK
  - 『NHKスペシャル〜メイドインジャパン 逆襲のシナリオ〜』（メインテーマ、挿入曲）
  - 『NHKスペシャル〜メイドインジャパンII 逆襲のシナリオ〜』（メインテーマ、挿入曲）
- NHK甲府放送局
  - 『がんばる甲州人』（出演）
- フジテレビ
  - 『奇跡体験!アンビリバボー』（挿入曲）
- TBS
  - 『日立 世界・ふしぎ発見!』（挿入曲）
- 山梨放送
  - 『山梨元気ナビi』〜信玄公まつりに新テーマソング〜（出演）
- テレビ山梨

『山梨今人』〜山梨を奏でる音楽家　前田タクヤ〜（出演）

### コマーシャル
- パナソニック　『プライベート　ビエラ』 日本全国　PRIVATE VIERA SHOW! 　テレビ版 WEB版（出演）

### 舞台・演劇
- 『降臨Fight』（作・演出：まつだ壱代）
- 『甲斐レジスタンス』（原作：六代 桂文枝、出演：白須慶子・高杉'Jay'二郎ほか）

### イベント関連
- 『日本最大の武者行列 信玄公祭り』（総合作曲、演奏）
- 『東京パラリンピック 聖火出立式公式曲』

## 和太鼓天野流・音楽監督・プロデュース

### 受賞
- 文部科学大臣賞（笛吹高等学校すいれき太鼓部・音楽監督　作曲指導）

### 和太鼓天野流
- 「阿羅漢」（音楽監督・プレイヤー）
- 「倭人」（音楽監督・プレイヤー）
- 「和太鼓天野流　師範」

### youtube
- 天野宣音楽事務所【公式】チャンネル

### 企業
- 英雅堂グループ『風林火山響の里』２０２０年終了（楽曲提供、音楽監修、プロデュース）

ほか

### 教育機関
- 山梨県高文連郷土芸能専門部（2009年度「大地の鼓動」2019年「木花咲耶姫」作曲総合演出）

- 山梨県立笛吹高等学校『すいれき太鼓』（楽曲提供、音楽監督）
- 山梨県立農林高等学校『和太鼓部』（楽曲提供、音楽監督）

- 日本航空学園『JAA太鼓アカデミー』（楽曲提供）
- 甲州市立大和小学校（楽曲提供、音楽監督）
- 笛吹市立春日居中学校（楽曲提供、音楽監督）
- 北杜市立高根中学校（音楽監修）
- 北杜市立長坂中学校（音楽監修）

ほか

### 一般和太鼓グループ
- 全国和太鼓天野流天野会加盟団体（音楽監修）
- 山梨県『笛吹市太鼓連合』（音楽監修、顧問）
- 山梨県『天雷太鼓保存会』（楽曲提供、名誉会員）
- 山梨県『風林火山塩山太鼓保存会』（楽曲提供、音楽監督）
- 山梨県『甲州ろうあ太鼓』（楽曲提供、音楽監修）
- 山梨県『印の里六郷 響』（楽曲提供、音楽監督）
- 山梨県『甲斐乃和太鼓心響会』（楽曲提供　音楽監督）
- 『前田タクヤ太鼓音楽道場』（主宰）
- 山梨県『甲斐乃和太鼓　心響会』（楽曲提供、音楽監督）
- 山梨県『心珀鼓』（楽曲提供、音楽監督）

ほか

## 関連アーティスト・著名人
- 天野宣
- 大嶽香子
- レミオロメン
- ナオトインティライミ
- ナチュラル ハイ
- 川島なお美
- 林由恭
- 林久悦
- 若森さちこ
- 佐藤帆乃佳
- タイナカ彩智
- 波多野哲也
- ファイアーパフォーマンス　和火
- 清水国明
- バイオリン&ギーターduo「NYT」
- いしそうたろう
- 神部冬馬
- 小林清美
- 伸太郎
- ダンビラムーチョ
- 桜チョメ吉